# Teaca (gmina)
Teaca – gmina w Rumunii, w okręgu Bistrița-Năsăud. Obejmuje miejscowości Archiud, Budurleni, Ocnița, Pinticu, Teaca i Viile Tecii. W 2011 roku liczyła 5329 mieszkańców.